# Lijst van gemeentelijke monumenten in Borne
De gemeente Borne telt 47 gemeentelijke monumenten, hieronder een overzicht.

## Borne
De plaats Borne kent 39 gemeentelijke monumenten:
| Object                        | Bouwjaar | Architect | Locatie                          | Coördinaten                   | Nr.      | Afbeelding                    |
| ----------------------------- | -------- | --------- | -------------------------------- | ----------------------------- | -------- | ----------------------------- |
| Dubbele woning                |          |           | Aanslagsweg / Grotestraat 53/129 | 52° 17' 41" NB, 6° 45' 45" OL | 0147/1   | Dubbele woning                |
| Dubbele woning                |          |           | Azelosestraat 50/52              | 52° 18' 2" NB, 6° 44' 43" OL  | 0147/2   | Dubbele woning                |
| Woningblok (3 woningen)       |          |           | Brinkstraat 13-17                | 52° 18' 4" NB, 6° 45' 39" OL  | 0147/3   | Woningblok (3 woningen)       |
| Woning/bedrijf                |          |           | Brinkstraat 16                   | 52° 18' 3" NB, 6° 45' 37" OL  | 0147/4   | Woning/bedrijf                |
| Woning                        |          |           | Brinkstraat 35/37                | 52° 18' 2" NB, 6° 45' 39" OL  | 0147/5   | Woning                        |
| Winkel/woning                 |          |           | Brinkstraat 6                    | 52° 18' 5" NB, 6° 45' 37" OL  | 0147/6   | Winkel/woning                 |
| Erve De Lemerij               |          |           | Burenweg 70                      | 52° 17' 10" NB, 6° 45' 6" OL  | 0147/B05 | Erve De Lemerij               |
| Herenhuis                     |          |           | Deldensestraat 5                 | 52° 17' 46" NB, 6° 44' 52" OL | 0147/7   | Herenhuis                     |
| Herenhuis                     |          |           | Deldensestraat 7                 | 52° 17' 45" NB, 6° 44' 51" OL | 0147/8   | Herenhuis                     |
| Erve Wildijk                  |          |           | (bij) Deurningerweg 1/3          |                               | 0147/B07 | Upload foto                   |
| De Keizerskroon               |          |           | Dorsetplein 3                    | 52° 18' 5" NB, 6° 45' 27" OL  | 0147/9   | Meer afbeeldingen             |
| Voormalig Sint Josephgebouw   |          |           | Ennekerdijk 10                   | 52° 17' 56" NB, 6° 45' 40" OL | 0147/10  | Voormalig Sint Josephgebouw   |
| Het Oude Schip                |          |           | Ennekerdijk 38                   | 52° 18' 1" NB, 6° 45' 43" OL  | 0147/11  | Het Oude Schip                |
| Roeselinghuis                 |          |           | Ennekerdijk 9                    | 52° 17' 57" NB, 6° 45' 38" OL | 0147/12  | Roeselinghuis                 |
| Pand scouting St. Martina     |          |           | Esstraat 3                       | 52° 18' 5" NB, 6° 45' 16" OL  | 0147/13  | Pand scouting St. Martina     |
| Dubbele woning                |          |           | Grotestraat 131/133              | 52° 17' 54" NB, 6° 45' 35" OL | 0147/14  | Dubbele woning                |
| Dubbele woning                |          |           | Grotestraat 135/137              | 52° 17' 55" NB, 6° 45' 35" OL | 0147/15  | Dubbele woning                |
| Pand bakkerij Immerman        |          |           | Grotestraat 172                  | 52° 18' 6" NB, 6° 45' 22" OL  | 0147/16  | Pand bakkerij Immerman        |
| Dubbele winkel/woning         |          |           | Grotestraat 176/178              | 52° 18' 6" NB, 6° 45' 21" OL  | 0147/17  | Dubbele winkel/woning         |
| Huis van Vledder              |          |           | Grotestraat 246/248              | 52° 18' 6" NB, 6° 45' 6" OL   | 0147/18  | Huis van Vledder              |
| Het Koetshuis                 |          |           | Grotestraat 260                  | 52° 18' 8" NB, 6° 45' 3" OL   | 0147/19  | Het Koetshuis                 |
| Het Witte Huis                |          |           | Grotestraat 262                  | 52° 18' 8" NB, 6° 45' 3" OL   | 0147/20  | Het Witte Huis                |
| Herenhuis                     |          |           | Grotestraat 264                  | 52° 18' 9" NB, 6° 45' 1" OL   | 0147/21  | Herenhuis                     |
| Erve Engberink – Broekhuis    |          |           | Hedeveldsweg 11                  | 52° 18' 44" NB, 6° 45' 18" OL | 0147/B06 | Erve Engberink – Broekhuis    |
| Mariakapel                    |          |           | Koppelsbrink (ong.)              |                               | 0147/23  | Mariakapel                    |
| Woning                        |          |           | Koppelsbrink 44/46               | 52° 18' 8" NB, 6° 45' 38" OL  | 0147/24  | Woning                        |
| Vrml. Arbeiderswoningen       |          |           | Koppelsbrink 50/52               | 52° 18' 7" NB, 6° 45' 37" OL  | 0147/25  | Vrml. Arbeiderswoningen       |
| Huis Homan                    |          |           | Koppelsbrink 8                   | 52° 18' 7" NB, 6° 45' 39" OL  | 0147/26  | Huis Homan                    |
| Vrml. Pastorie Herv. Gemeente |          |           | Markstraat 23                    | 52° 18' 8" NB, 6° 45' 29" OL  | 0147/27  | Vrml. Pastorie Herv. Gemeente |
| De Oude Smederij              |          |           | Meijershof 41277                 | 52° 18' 2" NB, 6° 45' 43" OL  | 0147/28  | De Oude Smederij              |
| Klompenmakershuis             |          |           | Meijershof 2                     | 52° 18' 2" NB, 6° 45' 44" OL  | 0147/29  | Klompenmakershuis             |
| Gem. begraafplaats            |          |           | Oude Almeloseweg (ong.)          | 52° 18' 15" NB, 6° 45' 4" OL  | 0147/31  | Gem. begraafplaats            |
| Kosterij                      |          |           | Oude Kerkstraat 4                | 52° 18' 2" NB, 6° 45' 34" OL  | 0147/32  | Kosterij                      |
| O.a. De Harmonie              |          |           | Potkampstraat 2 / Grotestraat    | 52° 17' 39" NB, 6° 45' 54" OL | 0147/33  | O.a. De Harmonie              |
| Het dokter Stompshuis         |          |           | Prins Bernhardlaan 23            | 52° 18' 10" NB, 6° 44' 54" OL | 0147/34  | Het dokter Stompshuis         |
| Vrml. Bedrijfspand Spanjaard  |          |           | Stationsstraat 37                | 52° 17' 54" NB, 6° 45' 3" OL  | 0147/35  | Vrml. Bedrijfspand Spanjaard  |
| Dubbele woning                |          |           | Stationsstraat 52/54             | 52° 17' 56" NB, 6° 45' 9" OL  | 0147/36  | Dubbele woning                |
| Erve Mösselboer               |          |           | Watertorenstraat 13              | 52° 18' 1" NB, 6° 45' 45" OL  | 0147/37  | Erve Mösselboer               |
| Watertoren                    |          |           | Watertorenstraat 28              | 52° 17' 57" NB, 6° 45' 49" OL | 0147/38  | Meer afbeeldingen             |

## Hertme
De plaats Hertme kent 4 gemeentelijke monumenten:
| Object                   | Bouwjaar | Architect | Locatie               | Coördinaten                   | Nr.      | Afbeelding            |
| ------------------------ | -------- | --------- | --------------------- | ----------------------------- | -------- | --------------------- |
| Erve de Greve            |          |           | Aalderinksweg 2       | 52° 18' 36" NB, 6° 46' 1" OL  | 0147/B01 | Erve de Greve         |
| Theekoepel Erve de Greve |          |           | (bij) Aalderinksweg 2 | 52° 18' 34" NB, 6° 46' 5" OL  | 0147/B02 | Upload foto           |
| R.K. St. Stephanuskerk   |          |           | Hertmerweg 27         | 52° 19' 12" NB, 6° 45' 33" OL | 0147/22  | Meer afbeeldingen     |
| Pompstation Spanjaard    |          |           | Veldhuisweg 1a        | 52° 18' 37" NB, 6° 46' 21" OL | 0147/B10 | Pompstation Spanjaard |

## Zenderen
De plaats Zenderen kent 4 gemeentelijke monumenten:
| Object                   | Bouwjaar | Architect | Locatie        | Coördinaten                   | Nr.      | Afbeelding               |
| ------------------------ | -------- | --------- | -------------- | ----------------------------- | -------- | ------------------------ |
| Erve Oude Egberink       |          |           | Albergerweg 17 | 52° 19' 49" NB, 6° 43' 33" OL | 0147/B04 | Erve Oude Egberink       |
| Erve Egberink of Eyminck |          |           | Albergerweg 22 | 52° 19' 44" NB, 6° 43' 40" OL | 0147/B09 | Erve Egberink of Eyminck |
| Erve Hilbrink            |          |           | Hilbertsweg 2  | 52° 18' 54" NB, 6° 44' 23" OL | 0147/B08 | Erve Hilbrink            |
| Boerderij ‘De Zeilker’   |          |           | Zeilkerweg 1   | 52° 19' 12" NB, 6° 43' 14" OL | 0147/B11 | Boerderij ‘De Zeilker’   |

Almelo ·
Borne ·
Dalfsen ·
Dinkelland ·
Deventer ·
Enschede ·
Haaksbergen ·
Hardenberg ·
Hellendoorn ·
Hengelo ·
Hof van Twente ·
Kampen ·
Losser ·
Oldenzaal ·
Olst-Wijhe ·
Ommen ·
Raalte ·
Rijssen-Holten ·
Staphorst ·
Steenwijkerland ·
Twenterand ·
Wierden ·
Zwartewaterland ·
Zwolle